# Sessualità in Giappone

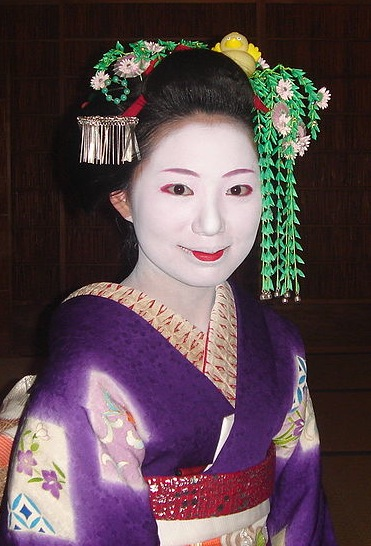
Anche se alle Geishe non è consentito vendere il proprio corpo, esse sono erroneamente considerate un emblema della sessualità giapponese

La sessualità in Giappone si è sviluppata separatamente dal resto del continente asiatico: i giapponesi non hanno mai adottato per se stessi la visione confuciana del matrimonio, e la monogamia non è stata considerata valore costitutivo apprezzabile.
Gli uomini sposati nei secoli hanno ricercato il piacere dalla cortigiana di turno; la prostituzione ufficializzata dallo Stato ha una lunghissima ed apprezzata storia in Giappone. Durante l'ultimo miracolo economico negli anni ottanta del secolo scorso le spese incorse per la partecipazione agli spettacoli serali negli host club, in locali privati per soli uomini, erano deducibili dalle tasse. 
L'omosessualità è stata più comune nei tempi antichi piuttosto che oggi, dove all'interno di alcune situazioni sociali rimane un tabù. La pornografia giapponese è conosciuta ed ha un impatto mediatico in tutto il mondo, tradotta ed esportata massicciamente quasi ovunque grazie anche all'ampia gamma di temi sessuali trattati. Nelle maggiori città vi è una sottocultura fetish particolarmente brillante e viva. Infine il calo del desiderio sessuale riscontrato negli ultimi anni in tutti gli strati sociali della popolazione più giovane è stato visto come la causa principale del basso tasso di natalità con conseguente arretramento della crescita demografica.

## Diminuzione dell'attività sessuale
L'attività e l'interesse sessuale è in calo in Giappone oramai da decenni, e ciò ha in parte causato una diminuzione del tasso di natalità in tutto il paese. Vari studi hanno segnalato una perdita di desiderio generalizzata in tutte le età, dai ragazzi adolescenti alle donne alle coppie sposate: nel 2006 un'indagine congiunta ha rilevato che ben il 34,6% dei matrimoni potrebbero essere classificati come parzialmente "asessuati", coi coniugi che s'impegnano in un rapporto sessuale meno di una volta al mese. Altri sondaggi (tra più di 300.000 persone in più di 41 paesi) condotti dalla Durex, il più grande produttore di preservativi al mondo, hanno scoperto che i giapponesi avevano la media sessuale mondiale più bassa di rapporti sessuali, 45 volte all'anno, contro una media generale di 103 volte. 
Lo stesso sondaggio ha inoltre riportato che solamente il 24% degli intervistati di origine giapponese ha dichiarato d'esser pienamente soddisfatto della propria vita sessuale, rispetto ad una media globale del 44%. Anche un'indagine svolta da "Japan Family Planning" descrive nei suoi risultati una tendenza del tutto simile. L'edizione 2010 dell'indagine ha riferito che il 36,1% dei maschi adolescenti di età compresa tra i 16 e i 19 anni ha affermato di aver poco o nessun interesse nei confronti del sesso, in alcuni casi addirittura disprezzo nei confronti della sua pratica; una cifra che è più del doppio di quella risultata appena due anni prima, che era il 17,5%. L'indagine del 2010 ha inoltre segnalato che l'83,7% degli uomini appena divenuti maggiorenni (la maggiore età in Giappone si raggiunge compiuti i 20 anni) non avevano ancora mai avuto un incontro sessuale d'alcun tipo; il 49,3% afferma di non aver mai avuto una ragazza. Il 59% degli intervistati di sesso femminile nella stessa fascia d'età hanno risposto allo stesso modo, con una crescita del 12% rispetto a due anni prima.

## Pornografia
Storicamente la pornografia in Giappone (ufficialmente riconosciuta) avrebbe avuto inizio durante il periodo Edo, come opera d'arte denominata Shunga, generalmente eseguita su xilografia. Nel corso degli anni venti vi fu un movimento letterario e artistico noto come Ero guro, che concentrò i suoi interessi sulla corruzione e decadenza della sessualità e sull'erotismo in genere.
Film pornografici softcore noti come film rosa hanno dominato il cinema nazionale a partire dalla metà degli anni sessanta e per i due decenni successivi. 
In epoca contemporanea la pornografia giapponese ha guadagnato un suo seguito di fedeli ed appassionati cultori in ogni parte del mondo, anche appartenenti a culture del tutto estranee ad essa. Negli ultimi tempi ha ampliato il suo spettro d'azione in nuove forme mediatiche, come manga hentai e videogiochi erotici (Eroge).

### Shunga
Tradotta letteralmente la parola giapponese shunga significa "pitture/dipinti della primavera": il termine primavera è un eufemismo comune per indicare il sesso.
La maggior parte dell'opera d'arte erotica denominata Shunga è di tipo ukiyo-e, dal genere artistico di stampa principalmente utilizzato. Anche se rare, esistono comunque altre immagini erotiche, in dipinti ad esempio, che precedono il movimento ukiyo-e.
Il movimento ukiyo-e nel suo insieme ha cercato di esprimere fin dall'inizio un'idealizzazione della vita urbana. Seguendo quest'estetica della vita quotidiana, lo shunga del periodo Edo varia ampiamente nelle sue rappresentazioni della sessualità: era apprezzato sia dai ricchi che dai poveri, sia dagli uomini che dalle donne, pur cadendo temporaneamente in disgrazia durante il governo degli shōgun. Quasi tutti gli artisti del tempo hanno creato opere erotiche ad un certo punto della loro carriera, senza per questo venire per nulla sminuiti nel loro prestigio di artisti. In tal senso, classificare lo shunga esclusivamente come una sorta di pornografia medioevale potrebbe essere fuorviante per la comprensione dello stesso.

### Cinematografia
Negli anni successivi al termine della seconda guerra mondiale, l'erotismo si fa progressivamente strada all'interno del cinema giapponese. Quando fu mostrato per la prima volta un bacio, discretamente nascosto sotto un ombrello, in una pellicola del 1946, ciò fece decisamente scalpore e sensazione in tutta la nazione. I film stranieri che nel corso degli anni cinquanta avevano oramai introdotto la quasi totale nudità femminile son stati importati in Giappone senza alcun problema. Tuttavia, fino agli anni sessanta rappresentazioni grafiche di nudità e sesso all'interno dei film giapponesi potevano venir realizzate solo illegalmente e di nascosto da parte dei produttori.
La vera e propria pornografia sarebbe arrivata in Giappone solo con l'avvento dei film rosa; erano denominati Pink dal momento che il colore rosa ha connotazioni erotiche in quanto associato alla vagina: è stato il cinema teatrale a produrre i primi softcore. La prima ondata del cinema rosa in Giappone è stata contemporanea all'analoga esplosione di film a contenuto sessuale in USA. La nudità e il sesso sono entrati ufficialmente nel cinema giapponese col produttore indipendente Satoru Kobayashi nel controverso Flash market (Nikutai non Ichiba, 1962)  considerato il primo autentico pink-film. Nel 1970 alcuni dei maggiori studios giapponesi, di fronte alla perdita progressiva del loro pubblico teatrale, incominciarono a produrre film rosa: alcuni di questi, per il loro alto livello ebbero un buon successo di critica e pubblico. 
Quando i primi videoregistratori e videocassette (VHS) iniziarono a fare la loro comparsa nei primi anni ottanta, i video palesemente pornografici divennero rapidamente molto popolari. Già nel 1982 avevano raggiunto una quota approssimativamente uguale a quella del mercato d'intrattenimento ufficiale dei film erotici per adulti. Da allora in poi il mercato teatrale dei film rosa è diminuito enormemente, in quanto la maggioranza dei giapponesi andava sempre più a cercare il porno direttamente in VHS.
Anche se il genere cinematografico rosa è da allora in poi diminuito drammaticamente dopo l'avvento dei videoregistratori, rimane storicamente significativo in quanto ha letteralmente spianato la strada alla vera e propria pornografia, così come ha contribuito all'invenzione di altri generi porno nel cinema: l'hamedori (POV), il roshutsu (esibizionismo) e il bondage giapponese (Shibari). 
Altri generi di pornografia giapponese prodotti in seguito comprendono il sesso di gruppo (il gang bang ne è un sottogenere), lesbismo e feticismo (soprattutto feticismo del piede); infine il game Lotion è uno degli elementi più popolari all'interno della pornografia nipponica.

### Hentai
Il genere pornografico inventato in Giappone e conosciuto in occidente come hentai (Sejin manga/anime) si riferisce a fumetti e prodotti d'animazione a sfondo sessuale. La parola hentai ha una connotazione negativa ed è comunemente usata per indicare un pervertito o maniaco sessuale; pertanto ci si riferisce ad esso preferibilmente come Seijin-manga e/o anime per adulti. 
Anche il Seijin/hentai ha i suoi sottogeneri distinti: il futanari (attrazione sessuale per persone ambiguamente androgine) è un tipo di manga molto vasto. Il Bakunyū corrisponde all'attrazione sessuale nei confronti di donne col seno enorme; mentre lolicon si riferisce in Giappone alla ricerca sessuale di ragazze minorenni, mentre all'estero si riferisce generalmente a quel tipo di manga in cui personaggi femminili infantili (bambine o quasi) vengono rappresentate all'interno di situazioni erotiche anche assai spinte. L'equivalente maschile di lolicon è shotacon, utilizzato in occidente per riferirsi a quel genere di produzione in cui personaggi maschili prepuberi giocano un qualche ruolo sessuale o sono raffigurati in maniera palesemente eccitante.

#### Accoglienza internazionale dell'hentai
Alcuni critici ritengono che il genere Seijin-hentai nel suo insieme di futanari, lolicon e shotacon contribuisca a creare una vera e propria apologia per atti di pedofilia e abusi sessuali sui bambini e sulle donne, mentre altri sostengono che non vi sia alcuna prova evidente per poter alzare un'accusa tanto grave; in ogni caso l'argomento è controverso e le opinioni divergenti. 
Diversi paesi hanno tentato di criminalizzare il Lolicon e lo Shota come fossero un tipo di pornografia infantile, in quanto aventi forme sessualmente esplicite: questo è accaduto in Canada e Australia, Nuova Zelanda, Svezia, e Filippine.

## Prostituzione
La prostituzione in Giappone esiste ed è qui presente in qualcuna delle sue forme lungo tutta la sua storia. Nonostante sia stata varata una legge nel 1956 per impedirne la diffusione, varie scappatoie legali ed una sua interpretazione molto liberale che ne limita l'applicazione, hanno consentito all'industria del sesso di prosperare (ad esempio, nelle soapland e centri massaggi, in giapponese ファッションヘルス fasshon herusu?, dall'inglese fashon-health) e di arrivare a guadagnare una cifra approssimativamente stimata in 2,3 trilioni di yen all'anno.
La legge però considera un reato solamente il prostituirsi, mentre coloro che usufruiscono dei servizi di una prostituta rimangono immuni da procedimenti penali: ma in Giappone l'industria del sesso non è sinonimo di prostituzione, dal momento che la legge definisce la prostituzione come "un rapporto sessuale con una persona non specificata in cambio di denaro", mentre la maggior parte dei club del sesso offrono solo servizi che non giungono mai al rapporto sessuale completo (rimanendo in tal modo perfettamente entro i limiti legali).
Ciò ha portato John Sinclair, autore del libro fotografico Pink Box uscito nel 2009, ad osservare ironicamente come in Giappone l'industria del sesso offra "tutto l'immaginabile tranne che il sesso".

### La Geisha
Un luogo comune frequentemente ricolmo di idee sbagliate, per quanto riguarda la sessualità giapponese, è l'istituzione della geisha. Piuttosto che essere una prostituta, la geisha è una donna addestrata in arti come la musica e la conversazione colta, e che si rende disponibile per un'interazione non-sessuale coi suoi clienti maschi: simile in molti aspetti all'etera del mondo greco antico.
Queste donne hanno sempre differito dalle mogli che i loro clienti avevano con tutta probabilità in casa perché, fino a pochi decenni fa le donne normalmente non venivano preparate ad altro che per l'adempimento dei doveri domestici. Questa limitazione imposta dal ruolo sociale normale della maggior parte delle donne nella società tradizionale aveva prodotto una diminuzione nelle occupazioni che le donne potevano svolgere con cognizione di causa; ma anche una limitazione dei modi in cui un uomo poteva godere della compagnia di sua moglie.
La geisha realizza allora quei ruoli sociali non-sessuali ai quali alle donne ordinarie è sempre stato impedito di adempiere, e per un tale servizio dovevano essere ben pagate. In ogni caso alla geisha non era impedita la possibilità di esprimersi anche sessualmente, oltre che in tutti gli altri modi non erotici: una geisha può anche avere un "mecenate" con il quale ha goduto d'un'intimità sessuale, ma questo ruolo specifico non è parte obbligata o responsabilità di una geisha.
Storicamente alla geisha era proibito di vendere sesso (non è mai stato tra i suoi compiti principali), ma è diventata erroneamente un simbolo della sessualità giapponese in occidente dopo che semplici prostitute si offrivano ai militari americani definendosi appunto geishe.

## Scena Fetish

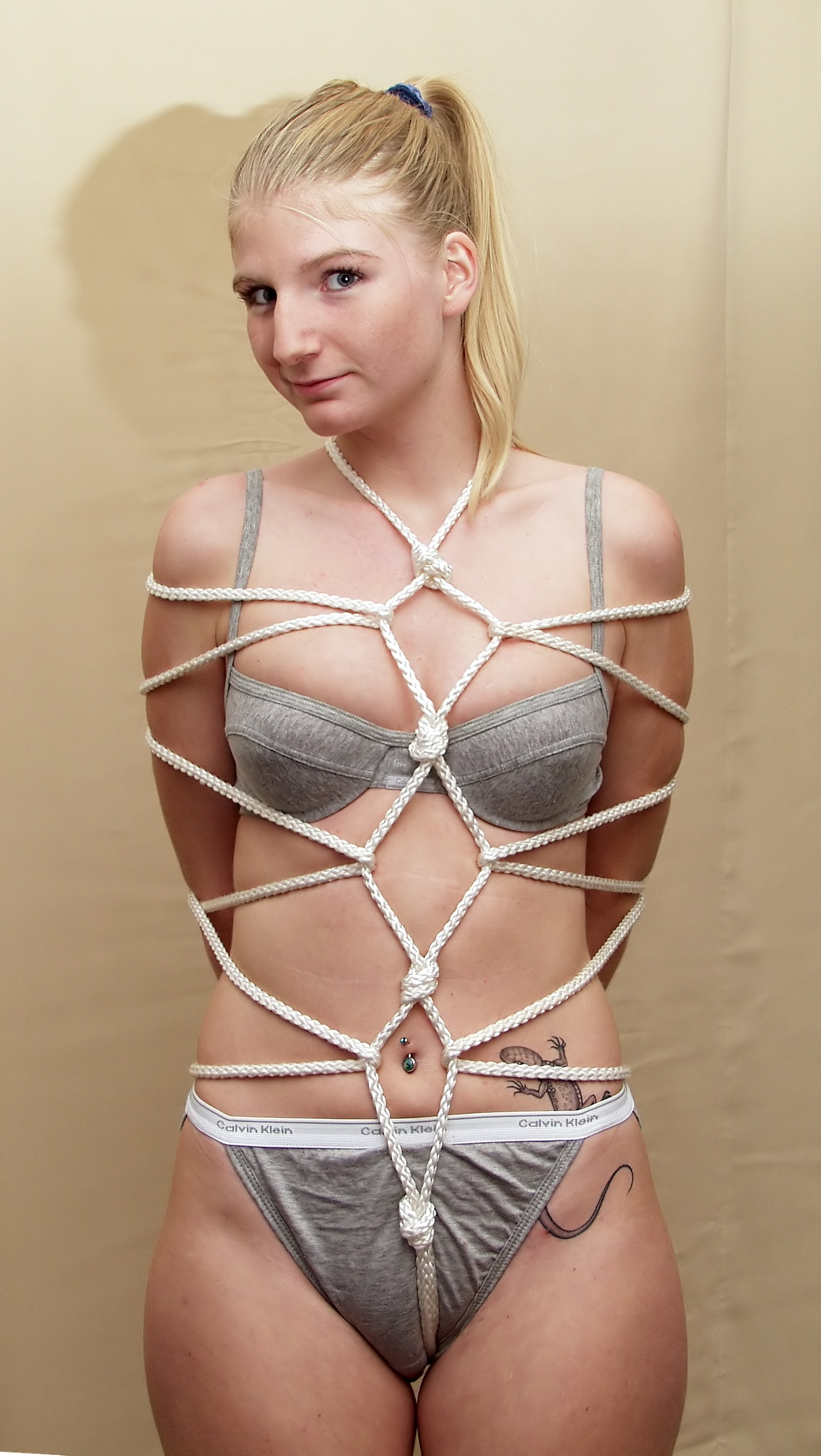
Molto diffusa anche nel resto del mondo è la pratica d'origine nipponica dello Shibari, consistente nel legare il partner sessuale

Il Giappone ha una vivace e molto attiva comunità fetish, in particolar modo per quanto riguarda il BDSM, al punto che una quantità sempre maggiore di videogame a tema sono stati creati negli ultimi tempi, oltre ad altre opere creative il cui centro ruota proprio attorno a ciò.
Tra i vari feticismi sessuali prodotti in Sol Levante abbiamo il Tentacle rape, Shibari, Bukkake, Omorashi, Tamakeri. Il feticismo erotico prodotto attraverso certi cibi è noto in Giappone come Wakamezake, ed i suoi seguaci hanno inventato il Nyotaimori (l'atto di presentare un alimento, tipicamente il sushi, su un corpo nudo femminile): quest'atto è divenuto un segno distintivo del wakamekaze giapponese.
In gran parte anche a causa dell'influenza occidentale il bakunyū, ovvero l'attrazione per seni molto grandi è divenuto un feticcio in Giappone; mentre il lolicon e lo shotacon si riferisce all'attrazione sessuale provata verso minori quasi bambini. Infine, in Giappone così come altrove, il feticismo del piede è probabilmente ancora il feticcio più comune fra tutti.

### Shibari/Kinbaku
Lo shibari, nome con cui è generalmente noto in occidente il kinbaku (o sokubaku), si riferisce all'arte erotica di legare le persone.

## LGBT
La sodomia è stata per la prima volta limitata da norme solamente nel 1873, ma la disposizione è stata abrogata sette anni più tardi dal codice penale del 1880, che si basava a sua volta sul codice napoleonico: il pensiero confuciano e il desiderio del governo di apparire "civilizzato" ha influenzato il modo in cui l'omosessualità è stata vista durante il periodo Meiji. 
Nonostante le recenti tendenze che suggeriscono un nuovo e più alto livello di accettazione (nelle città più cosmopolite come Tokyo e Osaka si può tranquillamente e liberamente mostrarsi gay), spesso ancora uomini e donne giapponesi debbono nascondere la propria sessualità e molti di loro si sposano per evitare discriminazioni.

### Politica e diritto
Il Giappone non ha leggi contro l'attività omosessuale, vigono anzi alcune protezioni legali per le persone dichiaratamente gay; pur non riconoscendo ancora il matrimonio omosessuale. Nel 2008 venne tuttavia approvata una legge che consente alle persone transgender di effettuare il cambio di sesso sui documenti legali dopo che avessero scelto di fare l'intervento chirurgico. 
I rapporti sessuali tra adulti consenzienti dello stesso sesso sono del tutto ammessi e legali, sebbene alcune prefetture (-regioni) abbiano impostato un'età del consenso superiore per l'attività sessuale tra persone dello stesso sesso rispetto a quella tra persone del sesso opposto.
Mentre le leggi sui diritti civili non si estendono alla protezione dalla discriminazione basata sull'orientamento sessuale, alcuni governi locali, per esempio a Tokyo, hanno approvato leggi che vietano la discriminazione in materia d'occupazione lavorativa in base all'identità sessuale.